# Turkmenistan Cup 2023
Der Turkmenistan Cup 2023 war die 30. Saison eines Ko-Fußballwettbewerbs in Turkmenistan. Das Turnier wurde von der Türkmenistanyň Futbol Federasiýasy organisiert. Der Wettbewerb begann mit einem Vorrundenspiel am 2. Mai 2023 und endete mit dem Finale am 24. Dezember 2023. Titelverteidiger war Ahal FK.

## Termine
| Runde         | Datum                                                  |
| ------------- | ------------------------------------------------------ |
| Vorrunde      | 2. Mai 2023                                            |
| Viertelfinale | 9. Mai 2023 19. Mai 2023 20. Mai 2023                  |
| Halbfinale    | 27. September 2023 17. Dezember 2023 21. Dezember 2023 |
| Finale        | 24. Dezember 2023                                      |

## Vorrunde
| Datum       |                   | Ergebnis |            |
| ----------- | ----------------- | -------- | ---------- |
| 2. Mai 2023 | Energetik FK Mary | 0:4      | Arkadag FK |

## Viertelfinale
Die Hinspiele fanden am 9. Mai 2023, die Rückspiele am fanden am 19. und 20. Mai 2023 statt.
|                  | Gesamt |            | Hinspiel | Rückspiel |
| ---------------- | ------ | ---------- | -------- | --------- |
| Merw FK          | 5:3    | FC Aşgabat | 3:1      | 2:2       |
| Ahal FK          | 7:1    | Şagadam FK | 4:1      | 3:0       |
| Altyn Asyr FK    | 3:0    | Nebitçi FT | 1:0      | 2:0       |
| Köpetdag Aşgabat | 2:9    | Arkadag FK | 1:5      | 1:4       |

## Halbfinale
Die Hinspiele fanden am 27. September 2023, die Rückspiele am fanden am 17. und 21. Dezember 2023 statt.
|            | Gesamt |               | Hinspiel | Rückspiel |
| ---------- | ------ | ------------- | -------- | --------- |
| Arkadag FK | 8:1    | Altyn Asyr FK | 4:1      | 4:0       |
| Merw FK    | 1:2    | Ahal FK       | 1:1      | 0:1       |

## Finale
| Datum             |            | Ergebnis |         |
| ----------------- | ---------- | -------- | ------- |
| 24. Dezember 2023 | Arkadag FK | 3:0      | Ahal FK |